# Резолюция Совета Безопасности ООН 1437
Резолюция 1437 Совета Безопасности Организации Объединённых Наций, единогласно принятая 11 октября 2002 года после ссылок на предыдущие резолюции по Хорватии, включая резолюции 779 (1992), 981 (1995), 1088 (1996), 1147 (1998), 1183 (1998), 1222 (1999), 1252 (1999), 1285 (2000), 1307 (2000), 1357 (2001), 1362 (2001), 1387 (2002) и 1424 (2002), Совет уполномочил Миссию наблюдателей Организации Объединённых Наций на Превлакском полуострове продолжать наблюдение за демилитаризацией в районе одноимённого полуострова в Хорватии в течение последних двух месяцев до 15 декабря 2002 года.
Совет Безопасности приветствовал спокойную и стабильную ситуацию на Превлакском полуострове. Он отметил, что присутствие Миссии внесло большой вклад в поддержание условий, благоприятствующих урегулированию спора, и приветствовал тот факт, что Хорватия и Союзная Республика Югославия (Сербия и Черногория) добиваются прогресса в нормализации своих отношений.
Продлевая мандат в последний раз, Генеральному секретарю Кофи Аннану было предложено подготовиться к его прекращению, включая сокращение его численности и корректировку его деятельности. Он повторил призывы к обеим сторонам прекратить нарушения режима демилитаризации, сотрудничать с наблюдателями Организации Объединенных Наций и обеспечить полную свободу передвижения наблюдателям. Генеральному секретарю Кофи Аннану было предложено доложить Совету о завершении мандата МНООНПП, который будет сокращен по просьбе сторон.
Наконец, обе стороны были призваны активизировать усилия по урегулированию спора вокруг Превлакского полуострова путём переговоров в соответствии с Соглашением о нормализации отношений 1996 года.